# Макаров, Павел Васильевич (физик)
Па́вел Васи́льевич Мака́ров (18 августа 1943, Малоярославец Калужской области СССР — 31 октября 2023, Томск, Россия) — советский и российский учёный-физик, специалист в области физики и механики деформируемого твёрдого тела, физического материаловедения. Доктор физико-математических наук, профессор Томского государственного университета. Заведующий лабораторией механики структурно-неоднородных сред Института физики прочности и материаловедения СО РАН (1989—2019).

## Биография
Родился 18 августа 1943 года в городе Малоярославце Калужской области в семье военных.
Учился в школе № 3 поселка Угольные Копи Анадырского района Чукотского округа, затем в Новосибирске.
Окончил Томский государственный университет, физико-технический факультет (1967) по специальности «Баллистика» с присвоением квалификации «инженер-механик». Дипломная работа «Расчет откола в случае распространения плоской ударной волны» (научный руководитель профессор Т. М. Платова). Учителем в науке был один из создателей ядерного щита СССР и России Л. В. Альтшулер. Начиная с 3-го курса — активный участник научного семинара «Ударные волны в твердых телах» при кафедре проектирования и теории прочности, докладчик на студенческой научной конференции ТГУ (премия ТГУ за лучшую студенческую работу — 1967). Председатель научно-студенческого общества факультета.
С 1 марта 1968 года — аспирант кафедры теории прочности и проектирования ТГУ. С 1971 года — ассистент, с 1976 года — доцент, с 1995 года — профессор кафедры теории прочности и проектирования физико-техническоого факультета ТГУ.
С 1982 по 1983 годы заместитель декана физико-технического факультета ТГУ.
По совместительству с 1968 по 1972 годы — младший научный сотрудник, а с 1973 по 1987 годы — старший научный сотрудник НИИ прикладной математики и механики при ТГУ. В 1972 году в Совете НИИ прикладной математики и механики ТГУ защитил диссертацию (спецтема), посвященную методам формирования ударноволновых импульсов слоистыми средами на соискание ученой степени кандидата физико-математических наук (научный руководитель профессор Т. М. Платова; официальные оппоненты член-корреспондент АН СССР, академик РАН Е. И. Шемякин; профессор, доктор технических наук П. А. Петров).
С 1988 года — старший научный сотрудник, с 1989 по 2019 годы — заведующий лабораторией механики структурно-неоднородных сред ИФПМ СО РАН, созданной по его инициативе.
В 1995 году в совете ИФПМ СО РАН защитил диссертацию «Математическая многоуровневая модель упругопластического деформирования структурно-неоднородных сред» на соискание ученой степени доктора физико-математических наук (официальные оппоненты профессоры Э. В. Козлов, А. Д. Коротаев, А. Ф. Ревуженко, член-корреспондент РАН В. М. Фомин).
С 1995 года — профессор кафедры прочности и проектирования ТГУ.
С 2019 года — главный научный сотрудник лаборатории механики структурно-неоднородных сред Института физики прочности и материаловедения СО РАН.
Скоропостижно скончался 31 октября 2023 года. Похоронен в Томске.

## Научная деятельность
Автор более 100 работ (некоторые из них опубликованы в США, Франции, Великобритании, Германии, Китае, Израиле, Голландии), в том числе 5 монографий.
Является одним из первооткрывателей нового научного направления «Физическая мезомеханика материалов», развиваемого в научной школе академика РАН В. Е. Панина.
Разработал методологию построения иерархических моделей деформации и разрушения материалов на основе рассмотрения ведущих физических механизмов, развивающихся на различных масштабных уровнях, в области физической теории пластичности и разрушения нагружаемых материалов.
Разработал мезомасштабные модели гетерогенных материалов с численным изучением особенностей поведения материала на мезомасштабном уровне.
Обосновал новый критерий пластичности на мезоуровне, рассмотрел поведение под нагрузкой материалов с различными типами упрочняющих покрытий и способы формирования градиентных покрытий, численно исследовал деформационные процессы на микро- и мезоуровнях в металлах.
К важнейшим достижениям относится развитие эволюционной концепции описания деформации и разрушения твердых тел в полях действующих сил и математической теории эволюции нагружаемых твердых тел и сред.
Предложил принцип универсальной фрактальной делимости твердых тел и приложение этого подхода к решению задач геодинамики и тектоники.
Участник крупных международных, всесоюзных, всероссийских и региональных научных конференций и симпозиумов. В их числе: съезды по механике (Киев, 1976; Алма-Ата, 1981; Ташкент, 1986; Москва, 1991; Пермь, 2001); I симпозиум по макрокинетике и газовой динамике (Алма-Ата, 1984), Всесоюзные симпозиумы, посвященные проблемам детонации, горения, взрыва и ударноволновым явлениям в Москве, Черноголовке, Терсколе-Телави (с 70-х годов) и другие.
Организатор и член международных организационных комитетов конференций по новым направлениям в физике и механике деформируемого твердого тела: Physical and Mechanical Methods of Investigation of Materials Under Loading (Terskol, 1990); CADAMT (Tomsk, 1992, 1993, 1995); New models and numerical codes for shock-wave processes in condensed media (St. Petersburg, 1995; Oxford, UK, 1997; St. Petersburg, 1999; USA, 2001; Edinburg, Scotland, 2002); Mesofracture (Томск, 1996; Тель-Авив, Израиль, 1998; Сиань-Пекин, Китай, 2000; Дания, 2002); Shock Waves In Condensed Matter (St. Petersburg, 1996).
В 1996 году директором CEA был приглашен на работу по контракту в Институт Пьера и Марии Кюри (Париж).
Член редколлегии журналов «Физическая мезомеханика» и Physical Mesomechanics со времени основания (1998), внесший большой вклад в их становление и развитие.
Член редколлегии журнала «Геодинамика и тектонофизика».

## Педагогическая деятельность
В рамках предподавательской работы в университете вел курсы «Основы тензорного анализа»; «Механика сплошных сред»; «Физика ударных волн»; «Динамические задачи упругости и пластичности»; «Математическая теория упругости»; «Ударные волны в конденсированных средах», а такуже спецкурсы «Теория термоупругости»; «Механика жидкости и газа»; «Механика сред со структурой»; «Физическая мезомеханика материалов».
Как приглашенный лектор работал в Пекинском отделении Ядерного центра
Китая, Техническом институте Нанкина (Китай), Технологическом институте штата Джорджия (США), Национальных лабораториях Лос-Аламоса, Сандиа, Ливермора (США), в Штутгартском
университете (ФРГ).
Подготовил 12 кандидатов наук и 6 докторов наук.

## Семья
Отец — Василий Федорович Макаров (1909—1992), из служащих, в 30-х окончил военное училище в Москве, был участником советско-финской и Великой Отечественной войны. После войны окончил военную академию, вышел в отставку (1956) в звании полковника.
Мать — Наталья Ивановна (девичья фамилия Попова, 1909—1989), из семьи управляющего жестяными мастерскими купца Мамонтова, окончила в Новочеркасске переведенный из Петрограда бывший Смольный институт благородных девиц. Работала воспитателем детских домов, в годы Великой Отечественной войны была медсестрой, вместе с мужем участвовала в создании партизанских баз на территории Белоруссии, работала в Центральном штабе партизанского движения в Москве.
Брат — Владимир (1946 г.р.), окончил физико-технический факультет ТГУ, жил в Белоруссии.
Жена — Татьяна Васильевна (девичья фамилия Хохлова, родилась в 1957 году). Окончила факультет прикладной математики и кибернетики ТГУ, преподаватель информатики в Академлицее.
Дети: — дочь Ирина (родилась в 1977 году), окончила физико-технический факультет ТГУ, была соросовским стипендиатом, лауреат конкурса Томской области в сфере науки и образования по студенческой номинации, работала в одном из конструкторских бюро в Волгограде;
— сын Сергей (родился в 1981 году), окончил физико-технический факультет ТГУ.

## Награды и премии
- Лауреат премии Томского государственного университета (совместно с В. Е. Паниным и др.) за монографию «Физическая мезомеханика и компьютерное конструирование материалов» — 1998;
- Лауреат премии Томской области в сфере образования и науки — 1998, 2002;
- Медаль «За заслуги перед Томским государственным университетом» — 2000
- Диплом АН СССР за лучшую фундаментальную работу по механике «Физическая механика структурно-неоднородных сред и компьютерное моделирование деформации и разрушения твердых тел» (1990);
- Диплом СО АН СССР за лучшую фундаментальную работу по механике «Физическая механика структурно-неоднородных сред и компьютерное моделирование деформации и разрушения твердых тел» в (1990);
- Лауреат премии Томского государственного университета за цикл работ по теории сплавов (1981);
- Благодарность Прзидента РАН;
- Почетные грамоты Министерства образования и науки РФ, Сибирского отделения РАН, Администрации Томской области;
- Почетное звание «Заслуженный ветеран Сибирского отделения РАН».

## Хобби, увлечения
- Основные увлечения - горный туризм и альпинизм, сплав по горным рекам, подводное плавание (член клуба «СКАТ»).
- Участник экспедиций на Дальний Восток (бухта Витязь), в одной из них - начальник.

### Монографии
- Физическая мезомеханика и компьютерное конструирование материалов = Physical mesomechanics and computer-aided design of materials : В 2 т. / [В. Е. Панин, В. Е. Егорушкин, П. В. Макаров и др.] ; Отв. ред. В. Е. Панин; [Рос. АН, Сиб. отд-ние, Ин-т физики прочности и материаловедения]. — Новосибирск : Сиб. изд. фирма, 1995-. — Т. 1. — Новосибирск : Наука : Сиб. изд. фирма, 1995. — 297 с. — ISBN 5-02-030840-4 — Т. 2. — Новосибирск: Наука : Сиб. изд. фирма, 1995. — 317 с. — ISBN 5-02-030841-2
- Нелинейная механика геоматериалов и геосред / Отв. ред. Л. Б. Зуев // Макаров, П. В., Смолин, И. Ю., Стефанов и др. — Новосибирск : Академическое изд-во «Гео», 2007. — 235 с. — ISBN 978-5-9747-0108-5
- П. В. Макаров, Е. П. Евтушенко, М. О. Еремин Эволюция напряженно-деформированного состояния горного массива с выработками. Математическое моделирование: [монография] / П. В. Макаров, Е. П. Евтушенко, М. О. Еремин ; Министерство образования и науки Российской Федерации, Национальный исследовательский Томский государственный университет. — Томск: Изд. Дом Томского гос. ун-та, 2016. — 183 с. — ISBN 978-5-94621-582-4

### Статьи
- Makarov P. V., Platova T. M., Skripnyak V. A. Plastic deformation and microstructural transformation of metals in shock waves //Combust., Explos. Shock Waves (Engl. Transl.);(United States). — 1984. — Т. 19. — №. 5.
- Makarov P. V., Peryshkin A. Y. Modeling of Shock Wave Effects in Metals on the Basis of a Relaxation Model with Dislocation Kinetics of Plastic Shears //Russian Physics Journal. – 2022. – Т. 65. – №3. - сс. 535—544. https://doi.org/10.1007/s11182-022-02665-7
- Makarov P. V., Peryshkin A. Y. Simulation of shock-wave effects in metals based on a relaxation model with dislocation kinetics of plastic shears //AIP Conference Proceedings. – AIP Publishing, 2022. – Т. 2509. – №. 1. http://doi.org/10.1063/5.0084589
- Khon Y. A., Makarov P. V. To the theory of formation of large cracks in brittle solids //Physics of the Solid State. – 2021. – pp. 1009–1013. http://doi.org/10.1134/S1063783421070106
- Makarov P. V., Khon Y. A. Autosoliton view of the seismic process. Part 1. Possibility of generation and propagation of slow deformation autosoliton disturbances in geomedia //Physical Mesomechanics. – 2021. – Т. 24. – С. 363-374. http://doi.org/10.1134/S1029959921040032
- Makarov P. V. et al. Autosoliton View of the Seismic Process. Part 2. Possibility of Generation and Propagation of Slow Deformation Autosoliton Disturbances in Geomedia //Physical Mesomechanics. – 2021. – Т. 24. – С. 375-390. http://doi.org/10.1134/S1029959921040044
- Makarov P. V. The Model of Dynamic Stress Relaxation of Elastoplastic Materials //Russian Physics Journal. – 2021. – Т. 63. – С. 1876-1884.  http://doi.org/10.1007/s11182-021-02245-1
- Makarov P. V. et al. Experimental and numerical investigation of the catastrophic stage of failure on different scales from rock sample to coal mine //Physical Mesomechanics. – 2021. – Т. 24. – С. 155-165.  http://doi.org/10.1134/S1029959921020053
- Makarov P. V., Smolin I. Y., Zimina V. A. The structure of deformation autosoliton fronts in rocks and geomedia //Geodynamics & Tectonophysics. – 2021. – Т. 12. – №. 1. – С. 100-111. http://doi.org/10.5800/GT-2021-12-1-0515
- Makarov P. V. Relaxation modeling of dynamic effects in loaded elastic-plastic media //AIP Conference Proceedings. – AIP Publishing, 2020. – Т. 2310. – №. 1. - С. 020190. http://doi.org/10.1063/5.0034606
- Makarov P. V., Peryshkin A. Y. Propagation of an intrafault deformation autosoliton disturbance in constrained conditions //American Institute of Physics Conference Series. – 2020. – Т. 2310. – №. 1. – С. 020193.  http://doi.org/10.1063/5.0034635
- Kazakbaeva A. A., Smolin I. Y., Makarov P. V. Features of propagation of slow deformation perturbations in geomedia with faults //Journal of Physics: Conference Series. – IOP Publishing, 2020. – Т. 1611. – №. 1. – С. 012067. http://doi.org/10.1088/1742-6596/1611/1/012067
- Makarov P. V. et al. Modelling of the deformation and destruction of a TiNi-TiB2 metal-ceramic composite fabricated by direct laser deposition //Engineering Fracture Mechanics. – 2019. – Т. 222. – С. 106712.  http://doi.org/10.1016/j.engfracmech.2019.106712
- Makarov P.V., Bakeev R.A., Promakhov V.V., Zhukov A.S., 2019. Mechanisms of Mesoscopic Fracture of TiNi-TiB2 Metal-Ceramic Composite. AIP CONFERENCE PROCEEDINGS 2167, 020209. http://doi.org/10.1063/1.5132076
- Makarov P.V., Peryshkin A.Yu., 2019. Evolution of Views on the Physical Nature of Slow Deformation Disturbances in Geomediums. AIP CONFERENCE PROCEEDINGS 2167, 020212. http://doi.org/10.1063/1.5132079
- Makarov P.V., 2019. Block Structure and Fracture Scales of Rock Masses and Geomedia. AIP CONFERENCE PROCEEDINGS 2167, 020207. http://doi.org/10.1063/1.5132074
- Eremin M.O., Makarov P.V., 2019. Features of the Blow-Up Mode at Failure of Alumina Ceramics Subjected to Three-Point Bending. AIP CONFERENCE PROCEEDINGS 2167, 020085. http://doi.org/10.1063/1.5131952
- Smolin I.Y., Makarov P.V., Bakeev R.A., 2019. Role of the Mesoscopic Rotation Modes of Deformation in Formation of Macroscopic Stress-Strain Curves. AIP CONFERENCE PROCEEDINGS 2167, 020344. http://doi.org/10.1063/1.5132211
- Makarov P.V., Peryshkin A.Yu., 2019. Autosoliton Model of Slow Deformation Processes in Active Media. AIP CONFERENCE PROCEEDINGS 2167, 020210. http://doi.org/10.1063/1.5132077
- Makarov P.V., 2019. Special Features of Structural Changes in Shock-Loaded Metals. AIP CONFERENCE PROCEEDINGS 2167, 020208. http://doi.org/10.1063/1.5132075
- Akhmetov A.Zh., Smolin I.Yu., Makarov P.V., 2019. Computer Analysis of the Stress State in the Yenisei Ridge. AIP CONFERENCE PROCEEDINGS 2167, 020005. http://doi.org/10.1063/1.5131872
- Makarov P.V., Peryshkin A.Yu., 2019. Autosolitons in Geomedia. AIP CONFERENCE PROCEEDINGS 2167, 020211. http://doi.org/10.1063/1.5132078
- Eremin M.O., Makarov P.V., 2019. Common Regularities in Failure of Rocks, Rock Mass, and Earth’s Crust. Statistical Analysis. AIP CONFERENCE PROCEEDINGS 2167, 020084. http://doi.org/10.1063/1.5131951
- Makarov P.V., Bakeev R.A., Smolin I.Y., 2019. Modeling of Localized Inelastic Deformation at the Mesoscale with Account for the Local Lattice Curvature in the Framework of the Asymmetric Cosserat Theory. PHYSICAL MESOMECHANICS 22(5), 392—401. http://doi.org/10.1134/S1029959919050060
- Eremin M.O., Makarov P.V., 2019. Mathematical Modeling of Stress-Strain Evolution in the Rock Mass around a Mine Opening. Evaluation of the Steps of First Roof Caving at Different Thicknesses of the Main Roof. PHYSICAL MESOMECHANICS 22(4), 287—295. http://doi.org/10.1134/S1029959919040040
- Akhmetov A., Makarov P., Smolin I., Peryshkin A., 2019. Modeling Modern Geotectonic Processes of the Siberian Platform and Its Margins. In: G. Kocharyan, A. Lyakhov (Eds), Trigger Effects in Geosystems. Springer Proceedings in Earth and Environmental Sciences. Springer, Cham, p. 3-11. http://doi.org/10.1007/978-3-030-31970-0_1
- Eremin M.O., Smolin Y.I., Makarov P.V., Eremina G.M., 2018. Spatial-Temporal Features of Deformation and Fracture of Cenozoic Sedimentations in the Epicentral Zone of the Chuya Earthquake. AIP CONFERENCE PROCEEDINGS 2053, 040019. http://doi.org/10.1063/1.5084457
- Akhmetov Z.A., Smolin Y.I., Kulkov A.S., Makarov P.V., 2018. Mesoscale Modeling of Deformation and Fracture of Rocks under Different Types of Loading. AIP CONFERENCE PROCEEDINGS 2053, 040002. http://doi.org/10.1063/1.5084440
- Smolin Y.I., Kulkov A.S., Mikushina V.A., Makarov P.V., Krasnoveikin V.A., 2018. Analysis of Dynamic Response of Ceramic Specimens at Fracture. AIP CONFERENCE PROCEEDINGS 2053, 020015. http://doi.org/10.1063/1.5084361
- Makarov P.V., Peryshkin A.Yu., 2018. Numerical Study of the Process of Generation and Propagation of Slow Deformation Waves in Elastic-Plastic Media. AIP CONFERENCE PROCEEDINGS 2053, 040056. http://doi.org/10.1063/1.5084494
- Smolin I.Y., Makarov P.V., Kulkov A.S., Eremin M.O., Bakeev R.A., 2018. Blow-Up Modes in Fracture of Rock Samples and Earth’s Crust Elements. PHYSICAL MESOMECHANICS 21(4), 297—304. http://doi.org/10.1134/S1029959918040033
- Makarov P.V., Eremin M.O., 2018. Rock Mass as a Nonlinear Dynamic System. Mathematical Modeling of Stress-Strain State Evolution in the Rock Mass around a Mine Opening. PHYSICAL MESOMECHANICS 21(4), 283—296. http://doi.org/10.1134/S1029959918040021
- Smolin I.Yu., Makarov P.V., Kulkov A.S., Eremin M.O., Tunda V.A., Mikushina V.A., 2018. Statistical Peculiarities of the Mechanical Response of Loaded Solids at the Pre-fracture Stage. PROCEDIA STRUCTURAL INTEGRITY 13, 1059—1064. http://doi.org/10.1016/j.prostr.2018.12.223
- Eremin M.O., Makarov P.V., 2018. Numerical Modelling of Main Shock and Aftershock Line of Chuya Earthquake 27.09.2003, Altay, Russia. In: W. Wu, Hs. Yu (Eds), Proceedings of China-Europe Conference on Geotechnical Engineering. Springer Series in Geomechanics and Geoengineering. Springer, Cham, p. 1462—1465. http://doi.org/10.1007/978-3-319-97115-5_123
- Makarov P.V., Khon Yu.A., Peryshkin A.Yu., 2018. Slow Deformation Fronts: Model and Features of Distribution. GEODYNAMICS & TECTONOPHYSICS 9(3), 755—769. http://doi.org/10.5800/GT-2018-9-3-0370
- Makarov P.V., Peryshkin A.Y., 2017. Slow Motions as Inelastic Strain Autowaves in Ductile and Brittle Media. PHYSICAL MESOMECHANICS 20(2), 209—221. https://doi.org/10.1134/S1029959917020114
- Eremin M.O., Makarov P.V., 2017. Triggering Effect of Mining at Different Horizons in the Rock Mass with Excavations. Mathematical Modeling. AIP CONFERENCE PROCEEDINGS 1909, 020042. http://doi.org/10.1063/1.5013723
- Smolin I.Y., Kulkov A.S., Makarov P.V., Tunda V.A., Krasnoveikin V.A., Eremin M.O., Bakeev R.A., 2017. Study of Deformation Evolution during Failure of Rock Specimens Using Laser-Based Vibration Measurements. AIP CONFERENCE PROCEEDINGS 1909, 020207. http://doi.org/10.1063/1.5013888
- Makarov P.V., Peryshkin A.Y., 2016. The Role of Slow Deformation Waves in the Formation of Fracture Foci. AIP CONFERENCE PROCEEDINGS 1785, 030013. http://doi.org/10.1063/1.4967034
- Makarov P.V., 2016. Paradoxes of High and Low Velocities in Modern Geodynamics. AIP CONFERENCE PROCEEDINGS 1783, 020145. http://doi.org/10.1063/1.4966438
- Smolin I.Y., Kulkov A.S., Makarov P.V., Eremin M.O., Bakeev R.A., Krasnoveykin V.A., 2016. Blow-up Regimes in Failure of Rock Specimens. AIP CONFERENCE PROCEEDINGS 1783, 020215. http://doi.org/10.1063/1.4966509
- Makarov P.V., Peryshkin A.Y., 2016. Mathematical Model and Numerical Simulation of Slow Deformation Waves in the Earth’s Crust Structural Elements. AIP CONFERENCE PROCEEDINGS 1783, 020146. http://doi.org/10.1063/1.4966439
- Eremin M.O., Makarov P.V., 2016. Fractal Characteristics of Seismic Process in Rock Mass Surrounding the Excavation at Mining. Mathematical Modelling and Analysis. AIP CONFERENCE PROCEEDINGS 1783, 020048. http://doi.org/10.1063/1.4966341
- Eremin M.O., Makarov P.V., 2016. Estimation of General and Set Steps of Roof Caving in Rock Mass with Excavations at Mining. Numerical Modelling. IOP CONFERENCE SERIES: MATERIALS SCIENCE AND ENGINEERING 124(1), 012051. http://doi.org/10.1088/1757-899X/124/1/012051
- Smolin I.Y., Makarov P.V., Eremin M.O., Matyko K.S., 2016. Numerical Simulation of Mesomechanical Behavior of Porous Brittle Materials. PROCEDIA STRUCTURAL INTEGRITY 2, 3353-3360. http://doi.org/10.1016/j.prostr.2016.06.418
- Makarov P.V., Bakeev R.A., 2015. Simulation of Spallation Life of Metals in Relation to Operating Stresses in the Nanosecond Loading Time Range. AIP CONFERENCE PROCEEDINGS 1683, 020134. http://doi.org/10.1063/1.4932824
- Makarov P.V., Bakeev R.A., Shcherbakov I.V., 2015. Simulation of Elastic-Plastic Flow Curves of Aluminum Alloys Using Models of Dislocation Kinetics of Shears and Damage Accumulation. AIP CONFERENCE PROCEEDINGS 1683, 020137. http://doi.org/10.1063/1.4932827
- Makarov P.V., Eremin M.O., Peryshkin A.Y., 2015. Fundamental Basics for Prognosis Methods of Dangerous Dynamic Phenomena in Rock Mass with Excavations. AIP CONFERENCE PROCEEDINGS 1683, 020135. http://doi.org/10.1063/1.4932825
- Kulkov A.S., Makarov P.V., Eremin M.O., Skripnyak V.A., Kozulin A.A., 2015. Defining Time Values of Prefracture of Brittle Samples versus Actual Loading in Three Point Bend Tests. AIP CONFERENCE PROCEEDINGS 1683, 020110. http://doi.org/10.1063/1.4932800
- Makarov P.V., Peryshkin A.Y., 2015. Modeling «Slow Movements»-Auto Waves of Non-Elastic Deformation in Ductile and Brittle Materials and Media. AIP CONFERENCE PROCEEDINGS 1683, 020136. http://doi.org/10.1063/1.4932826
- Eremin M.O., Makarov P.V., Peryshkin A.Y., Evtushenko E.P., Orlov S.A., 2015. Modelling of Processes of Damage Accumulation and Multiscale Fracture in Rock Mass with Excavations at Mining. AIP CONFERENCE PROCEEDINGS 1683, 020048. http://doi.org/10.1063/1.4932738
- Peryshkin A.Yu., Makarov P.V., Eremin M.O., 2014. Numerical Simulation of Tectonic Plates Motion and Seismic Process in Central Asia. AIP CONFERENCE PROCEEDINGS 1623, 487—490. http://dx.doi.org/10.1063/1.4898988
- Makarov P.V., Eremin M.O., Kostandov Y.A., 2014. Prefracture Time of Gabbro Specimens in a Damage Accumulation Model. PHYSICAL MESOMECHANICS 17(3), 199—203. http://doi.org/10.1134/S1029959914030047
- Smolin I.Yu., Eremin M.O., Makarov P.V., Evtushenko E.P., Kulkov S.N., Buyakova S.P., 2014. Brittle Porous Material Mesovolume Structure Models and Simulation of Their Mechanical Properties. AIP CONFERENCE PROCEEDINGS 1623, 595—598. http://doi.org/10.1063/1.4899015
- Kostandov Yu.A., Makarov P.V., Eremin M.O., 2014. Experimental and Numerical Study of Quasi-Brittle Fracture of Rocks. AIP CONFERENCE PROCEEDINGS 1623, 303—306. http://doi.org/10.1063/1.4898942
- Cherepov A.A., Eremin M.O., Makarov P.V., Peryshkin A.Yu., 2014. A Possibilities of Dangerous Dynamic Phenomena Prediction in a Rock Mass Surrounding the Excavations. AIP CONFERENCE PROCEEDINGS 1623, 87-90. http://doi.org/10.1063/1.4898889
- Makarov P.V., 2014. Geomedium as a Nonlinear Dynamic System. An Evolutionary Concept of Earthquake Development. AIP CONFERENCE PROCEEDINGS 1623, 395—398. http://doi.org/10.1063/1.4898965
- Makarov P.V., Eremin M.O., 2013. Fracture Model of Brittle and Quasibrittle Materials and Geomedia. PHYSICAL MESOMECHANICS 16(3), 207—226. http://doi.org/10.1134/S1029959913030041
- Kostandov Yu.A., Makarov P.V., Eremin M.O., Smolin I.Yu., Shipovskii I.E., 2013. Fracture of Compressed Brittle Bodies with a Crack. INTERNATIONAL APPLIED MECHANICS 49, 95-101. http://doi.org/10.1007/s10778-013-0555-0
- Makarov P.V., Eremin M.O., 2013. The Numerical Simulation of Ceramic Composites Failure at Axial Compression. FRATTURA ED INTEGRITA STRUTTURALE 7(24), 127—137. http://doi.org/10.3221/IGF-ESIS.24.14
- Makarov P.V., 2011. Resonance Structure and Inelastic Strain and Defect Localization in Loaded Media. PHYSICAL MESOMECHANICS 14(5-6), 297—307. http://doi.org/10.1016/j.physme.2011.12.008
- Makarov V.S., Makarov P.V., 2011. On the Enumeration of Archimedean Polyhedra in the Lobachevsky Space. PROCEEDINGS OF THE STEKLOV INSTITUTE OF MATHEMATICS 275, 90-117. http://doi.org/10.1134/S0081543811080062
- Makarov P.V., 2010. Self-Organized Criticality of Deformation and Prospects for Fracture Prediction. PHYSICAL MESOMECHANICS 13(5-6), 292—305. http://doi.org/10.1016/j.physme.2010.11.010